# Ronny Fernández
Ronny Vinicio Fernández Jiménez (Turrialba, 1 de febrero de 1981) es un futbolista costarricense que se desempeña como portero y actualmente milita en el Municipal Turrialba de la Segunda División de Costa Rica.

## Clubes
| Club                | País       | Año               |
| ------------------- | ---------- | ----------------- |
| Municipal Turrialba | Costa Rica | 2000              |
| San Carlos          | Costa Rica | 2008 - 2011       |
| Herediano           | Costa Rica | 2011 - 2012       |
| Belén FC            | Costa Rica | 2012 - 2013       |
| Carmelita           | Costa Rica | 2013 - 2015       |
| Belén FC            | Costa Rica | 2015              |
| Municipal Turrialba | Costa Rica | 2016 - actualidad |